# Giulio Cacciandra
Giulio Cacciandra (Alessandria, 15 de julio de 1884-Alessandria, 28 de enero de 1970) fue un jinete italiano que compitió en las modalidades de salto ecuestre y concurso completo. Participó en los Juegos Olímpicos de Amberes 1920, obteniendo dos medallas, una de plata y una de bronce.

## Palmarés internacional
| Juegos Olímpicos | Juegos Olímpicos  | Juegos Olímpicos | Juegos Olímpicos |
| Año              | Lugar             | Medalla          | Categoría        |
| ---------------- | ----------------- | ---------------- | ---------------- |
| 1920             | Amberes (Bélgica) | Medalla de plata | Por equipos      |

| Juegos Olímpicos | Juegos Olímpicos  | Juegos Olímpicos  | Juegos Olímpicos |
| Año              | Lugar             | Medalla           | Categoría        |
| ---------------- | ----------------- | ----------------- | ---------------- |
| 1920             | Amberes (Bélgica) | Medalla de bronce | Por equipos      |